# شارون بينيت
شارون بينيت (بالإنجليزية: Sharon Bennett)‏ هي رسامة توضيحية بريطانية، ولدت في 1958 في Eccles, Kent ‏ في المملكة المتحدة.